# Фотична зона
Фотична (світлова) зона — освітлюваний сонцем верхній шар води водоймища, в якому, завдяки фотосинтетичній життєдіяльності фітопланктону і вищих рослин відбувається фотосинтез. Одна з трьох екологічних зон (поряд з дисфотичною зоною і афотичною зоною), що виділяються в водоймах в залежності від ступеня освітленості сонячним світлом і наявності фотосинтезу. Нижня межа фотичної зони проходить на глибині, на яку проникає 1 % сонячного світла, і де освітленість складає 400 люкс. Фотичну зону продовжує середня по товщині проміжна дисфотична зона, за якою слідує найбільша абісопелагіаль.